# High School Musical
High School Musical (conosciuto anche con l'acronimo HSM) è un film del 2006 diretto da Kenny Ortega, scritto da Peter Barsocchini, primo capitolo della saga del franchise di High School Musical.
È ritenuto da molti critici un moderno adattamento di Romeo e Giulietta, che comprende un cast corale formato da Zac Efron, Vanessa Hudgens, Ashley Tisdale e Monique Coleman. Ambientato nella East High School di Albuquerque, in New Mexico, High School Musical racconta della storia d'amore tra il capitano della squadra di basket Troy Bolton e la studentessa Gabriella Montez, oltre che le vicende parallele degli adolescenti protagonisti che si snodano nei giorni precedenti al musical scolastico, in cui si osservano timori e speranze per il futuro.
La pellicola è stata trasmessa per la prima volta negli Stati Uniti il 20 gennaio 2006 diventando uno dei film Disney per la televisione di maggior successo nella storia, con un seguito sempre mandato in onda sulla TV via cavo denominato High School Musical 2, uscito nel 2007, e con un film destinato al grande schermo, High School Musical 3: Senior Year, uscito nelle sale il 17 ottobre 2008. Fu inoltre il film più guardato su Disney Channel nel periodo della sua trasmissione, con più di 17 milioni di telespettatori solo in patria durante la prima TV, mentre nel Regno Unito fu visto da 789.000 telespettatori per la première (e 1,2 milioni durante la prima settimana di trasmissione), rendendolo il secondo programma più guardato dell'anno su Disney Channel, nonché il primo film di Disney Channel ad essere trasmesso dalla BBC, il 29 dicembre 2006. In Italia è stato trasmesso per la prima volta su Disney Channel il 30 settembre 2006, e successivamente su Rai 2 il 21 ottobre.

## Trama
Durante la notte di capodanno due ragazzi, Troy Bolton e Gabriella Montez, si incontrano a una festa: entrambi vengono scelti per cantare un duetto al karaoke (Start of Something New) e, terminata l'esibizione, i due si scambiano i numeri di telefono. Alla fine delle vacanze di Natale, la madre di Gabriella si trasferisce per lavoro ad Albuquerque, nel New Mexico, dove la ragazza inizia a frequentare la East High School. Mentre entra in aula per partecipare alla lezione di teatro della signora Darbus, Gabriella viene notata da Troy che, per verificare se si tratti davvero di lei, le fa squillare il telefono: la signora Darbus decide di ritirare tutti i telefonini e di mandare in punizione i ragazzi.
Poco tempo dopo, in teatro hanno luogo i provini per il musical scolastico, supervisionati dalla signora Darbus. Troy e Gabriella vi assistono di nascosto, ascoltando Sharpay e suo fratello Ryan in una versione inaspettata di una canzone che non soddisfa la sua compositrice, Kelsi Nielsen (What I've Been Looking For). Quando i provini sono terminati, a Kelsi cadono degli spartiti: Troy e Gabriella si avvicinano per aiutarla e insieme a lei cantano la versione originale della canzone (What I've Been Looking For (Ripresa)). A sorpresa, la Darbus entra in teatro, convocando i due ai provini finali. Chad, il migliore amico di Troy, afferma che essendo questi il capitano della squadra di basket della scuola (i "Wildcats") e il figlio del coach, non può permettersi di cantare in un musical (Get'cha Head in the Game).
Chad capisce insieme a Taylor, migliore amica di Gabriella e sua compagna nella squadra nel decathlon scientifico, la necessità di recuperare la situazione iniziale (Stick To the Status Quo) e cerca di impedire a Troy e Gabriella di partecipare al provino. La squadra di basket persuade Troy a dire che Gabriella non gli interessa, filmandolo, mentre il gruppo di decathlon mostra il video della dichiarazione a Gabriella, che ne rimane ferita (When There Was Me and You). La ragazza dice a Troy di non voler partecipare al provino, lasciandolo di stucco. Notando lo sconforto degli amici, Chad e Taylor capiscono infine di dover aiutare Troy e Gabriella a realizzare i loro sogni e li convincono a partecipare al provino.
Nel frattempo Ryan e Sharpay, per evitare che Troy e Gabriella siano i protagonisti del musical, convincono la Darbus a posticipare le audizioni così che coincidano con la finale di basket e con le gare di decathlon di scienze, ma Kelsi scopre tutto e lo riferisce ai ragazzi. Il giorno in questione, mentre Ryan e Sharpay si esibiscono (Bop to the Top), un virus informatico è pensato per far saltare la corrente in palestra, in modo da farla evacuare. Nello stesso momento, alla gara di chimica, le ragazze creano un composto i cui vapori sospetti fanno fuggire tutti dall'aula. Troy e Gabriella arrivano comunque in ritardo per l'audizione: la Darbus è sul punto di rifiutare l'audizione quando i compagni di squadra di Troy e i compagni di decathlon di Gabriella arrivano in teatro reclamando l'esibizione. Quindi è permesso ai ragazzi di cantare il loro brano (Breaking Free). L'esibizione è un successo e perfino il padre di Troy e la madre di Gabriella, contrari al fatto che i loro figli cantassero invece di essere star del basket o geni della matematica, si ricredono e vedono in loro un vero talento.
Alla fine gli Wildcats vincono sia il campionato di basket che le gare di decathlon. Nell'entusiasmo generale, Troy e Gabriella si avvicinano ad un bacio (tuttavia interrotto), Chad chiede a Taylor di uscire insieme e Sharpay augura a Gabriella buona fortuna per il musical. Come cerimonia finale, tutti cantano e ballano insieme (We're All In This Together).
La scena finale vede Zeke, un giocatore dei Wildcats, che dopo i festeggiamenti è da solo a palleggiare nella palestra; improvvisamente viene raggiunto da Sharpay, la quale si complimenta con lui per dei biscotti che le aveva lasciato poco prima.

## Personaggi
- Troy Bolton: è il protagonista maschile del film. È molto popolare a scuola ed è conosciuto da tutti come il capitano della squadra di basket anche se lui vorrebbe il contrario. Si innamora sin dalla prima volta di Gabriella e fra loro nascerà una storia.
- Gabriella Montez: è la protagonista femminile del film. È una ragazza molto timida, intelligente e brillante; è socia del club accademico della scuola. Si innamora sin dalla prima volta di Troy e fra loro nascerà una storia.
- Sharpay Evans: è la diva della scuola, antagonista della saga, ed è molto determinata a non farsi soffiare il posto nel musical da Troy e Gabriella.
- Ryan Evans: è il fratello gemello di Sharpay. Si fa trattare come un burattino da sua sorella e sta dalla sua parte anche se tante volte non è d'accordo con i suoi piani.
- Taylor McKessie: è la migliore amica di Gabriella e socia anche lei del club accademico. È una ragazza diplomatica e sicura di sé. Inizialmente non voleva che Gabriella partecipasse al musical scolastico perché pensava che fosse l'ostacolo che le impediva di far parte della squadra di scienze, ma si ricrede pensando alla felicità dell'amica e a quanto sia importante la musica per lei; In seguito nascerà una storia tra lei e Chad Danfort.
- Chad Danfort: è il migliore amico di Troy e anche lui membro della squadra dei Wildcats. Inizialmente non voleva che Troy partecipasse al musical scolastico perché voleva che fosse solo il capitano di basket e pensava che il musical sarebbe stata una distrazione dal basket proprio nel momento in cui dovevano superare gare importanti, ma anche lui come Taylor si ricrede perché si rende conto dell'importanza della musica per Troy. Tra lui e Taylor nascerà una storia.
- Kelsi Nielsen: è la pianista del musical della scuola, una ragazza molto timida e anche impacciata e spesso obbedisce a tutto quello che le dice Sharpay, come Ryan.
- Zeke Baylor: è un membro della squadra dei Wildcats che ama fare dolci di tutti i tipi e ha una cotta per Sharpay.
- Martha Cox: è una ragazza che fa parte del gruppo dei secchioni. Ama l'hip hop.
- Mrs Darbus: è l'insegnante di teatro dei ragazzi. Non vuole che il suo musical venga rovinato dalla squadra dei Wildcats.
- Coach Bolton: è il coach della squadra di basket e padre di Troy. Inizialmente non voleva che suo figlio cantasse perché desiderava che fosse solo un bravo capitano di basket come è stato lui ma si ricrede quando lo sente cantare e quando vede quanto sia importante per lui la musica.
- Mrs Montez: è la madre di Gabriella. Incoraggia sempre la figlia a fare altro oltre a studiare.

## Colonna sonora
La colonna sonora esce il 10 gennaio 2006 e debutta alla posizione numero 133 nella classifica Billboard 200, con 7.469 copie vendute nella prima settimana. Nella terza settimana, cioè l'11 febbraio 2006, arriva alla posizione numero 10, con 3,8 milioni di copie vendute fino al 5 dicembre 2006. L'album, perciò, ha vinto un disco della RIAA di quadruplo platino. La colonna sonora esce in Australia il 27 maggio 2006. Nella settima, l'album arriva alla posizione numero 1 nella classifica ARIA Album Charts il 31 luglio 2006 e ha vinto un disco di platino.
Il singolo Breaking Free debutta nella classifica UK Official Top 75 al numero 45, il 24 settembre 2006 per i download. Successivamente, arriva alla posizione numero 9. Il 23 maggio 2006, lo stesso giorno in cui esce il DVD, la Walt Disney Records fa uscire una edizione speciale dell'album con 8 karaoke delle canzoni: Start of Something New, Get'cha Head in the Game, What I've Been Looking For, When There Was Me and You, Bop to the Top, Breaking Free, We're All in This Together e I Can't Take My Eyes Off of You.
In Italia, la colonna sonora è uscita l'11 ottobre 2006, stesso giorno dell'uscita del DVD italiano.
| Canzone                              | Voci principali                               | Voci aggiuntive                       | Luogo                             |
| ------------------------------------ | --------------------------------------------- | ------------------------------------- | --------------------------------- |
| Start of Something New               | Troy e Gabriella                              |                                       | Mountain Ski Resort               |
| Get'cha Head in the Game             | Troy                                          | Chad e i Wildcats                     | Palestra della East High School   |
| What I've Been Looking For           | Sharpay e Ryan                                |                                       | Auditorium della East High School |
| What I've Been Looking For (Ripresa) | Troy e Gabriella                              |                                       | Auditorium della East High School |
| Stick to the Status Quo              | Sharpay, Ryan, Zeke, Martha e lo Skater       | Chad e i Wildcats                     | Mensa della East High School      |
| When There Was Me and You            | Gabriella                                     |                                       | Corridoi della East High School   |
| Bop to the Top                       | Sharpay e Ryan                                |                                       | Auditorium della East High School |
| Breaking Free                        | Troy e Gabriella                              |                                       | Auditorium della East High School |
| We're All in This Together           | Troy, Gabriella, Sharpay, Ryan, Chad e Taylor | Zeke, Martha, Jason, Kelsi e compagni | Palestra della East High School   |

## Distribuzione

### Date di trasmissione
| Nazione                                              | Canale                | Data                             |
| ---------------------------------------------------- | --------------------- | -------------------------------- |
| Stati Uniti                                          | Disney Channel        | 20 gennaio 2006                  |
| Italia                                               | Disney Channel        | 30 settembre 2006                |
| Canada                                               | Family Channel        | 20 gennaio 2006                  |
| Australia                                            | Disney Channel        | 10 giugno 2006                   |
| Nuova Zelanda                                        | Disney Channel        | 10 giugno 2006                   |
| Asia                                                 | Disney Channel        | 25 giugno 2006                   |
| Brasile                                              | Disney Channel        | 30 luglio 2006                   |
| America Latina                                       | Disney Channel        | 6 agosto 2006                    |
| Germania                                             | Disney Channel        | 6 settembre 2006                 |
| Norvegia                                             | Disney Channel        | 8 settembre 2006                 |
| Svezia                                               | Disney Channel        | 8 settembre 2006                 |
| Danimarca                                            | Disney Channel        | 8 settembre 2006                 |
| Medio Oriente                                        | Disney Channel        | 8 settembre 2006                 |
| Francia                                              | Disney Channel        | 19 settembre 2006                |
| Regno Unito, Irlanda                                 | Disney Channel        | 22 settembre 2006                |
| India                                                | Disney Channel        | 24 settembre 2006                |
| Portogallo                                           | Disney Channel        | 30 settembre 2006                |
| Spagna                                               | Disney Channel        | 30 settembre 2006                |
| Taiwan                                               | Disney Channel        | 7 ottobre 2006                   |
| Italia                                               | Rai 2                 | 21 ottobre 2006                  |
| Sudafrica                                            | Disney Channel        | ottobre 2006                     |
| Cile                                                 | Canal 13              | 17 novembre 2006                 |
| Malaysia                                             | TV3                   | 26 novembre 2006                 |
| Paesi Bassi                                          | Veronica              | 25 dicembre 2006                 |
| Hong Kong                                            | TVB Pearl             | 25 dicembre 2006                 |
| Irlanda (Al Terrestre)                               | RTE Two               | 27 dicembre 2006                 |
| Inghilterra, Galles, Irlanda del Nord (Al Terrestre) | BBC One               | 29 dicembre 2006                 |
| Regno Unito (In HD)                                  | BBC HD                | 29 dicembre 2006                 |
| Polonia                                              | TVP 1                 | 30 dicembre 2006                 |
| Scozia                                               | BBC One               | 31 dicembre 2006                 |
| Belgio                                               | Eén                   | 31 dicembre 2006                 |
| Ungheria                                             | TV2                   | 1º gennaio 2007                  |
| Belgio                                               | RTL TVI               | 1º gennaio 2007                  |
| Albania                                              | Junior TV             |                                  |
| Russia                                               | Pervyj kanal          | 24 maggio 2008                   |
| Romania                                              | Jetix, Disney Channel | 14 agosto 2008, 15 novembre 2009 |
| Moldavia                                             | Disney Channel        | 15 novembre 2009                 |

### Edizioni home video
Il DVD del film è uscito il 23 maggio 2006 sotto il titolo di High School Musical: Encore Edition. Ha venduto 1 milione di copie nei primi sei giorni, facendo così che fosse il DVD di un film televisivo più acquistato di tutti i tempi. Il DVD High School Musical uscì in Australia il 12 luglio 2006, mentre in Europa il 4 dicembre 2006.
L'edizione Remix, contenente due dischi, uscì il 5 dicembre 2006..
Anche se il film è stato girato nel formato panoramico 16:9, sia nel DVD originale che nella versione remix il film viene riprodotto nel formato 4:3. La versione del film in alta definizione è stata trasmessa successivamente in Regno Unito su BBC One, BBC Two, e BBC HD.
In Italia il DVD del film è uscito l'11 ottobre 2006 con il titolo High School Musical: Edizione Speciale, stesso giorno dell'uscita della colonna sonora, e successivamente anche il DVD in versione remix.

## Riconoscimenti
| Anno | Premio                               | Risultato | Categoria                                                            |
| ---- | ------------------------------------ | --------- | -------------------------------------------------------------------- |
| 2006 | Artios Award                         | Vincitore | Best Children's Television Programming                               |
| 2006 | Billboard Music Award                | Vincitore | Soundtrack Album of the Year                                         |
| 2006 | Emmy Award                           | Vincitore | Outstanding Children's Program                                       |
| 2006 | Emmy Award                           | Vincitore | Outstanding Choreography                                             |
| 2006 | Teen Choice Award                    | Vincitore | Television - Choice Breakout Star (Zac Efron)                        |
| 2006 | Teen Choice Award                    | Vincitore | Television - Choice Chemistry (Vanessa Anne Hudgens & Zac Efron)     |
| 2006 | Teen Choice Award                    | Vincitore | Television - Choice Comedy/Musical Show                              |
| 2006 | Television Critics Association Award | Vincitore | Outstanding Achievement in Children's Programming                    |
| 2006 | American Music Award                 | Nominati  | Best Pop Album                                                       |
| 2006 | Billboard Music Award                | Nominati  | Album of the Year                                                    |
| 2006 | Emmy Award                           | Nominati  | Outstanding Casting for a Miniseries, Movie, or a Special            |
| 2006 | Emmy Award                           | Nominati  | Outstanding Directing for a Miniseries, Movie, or a Dramatic Special |
| 2006 | Emmy Award                           | Nominati  | Outstanding Original Music and Lyrics ("Get'Cha Head In The Game")   |
| 2006 | Emmy Award                           | Nominati  | Outstanding Original Music and Lyrics ("Breaking Free")              |
| 2006 | Satellite Award                      | Nominati  | Best Motion Picture Made for Television                              |
| 2006 | Teen Choice Award                    | Nominati  | Television - Choice Breakout Star (Ashley Tisdale)                   |

## Altre versioni
Oltre alla versione originale, Disney Channel ha trasmesso anche delle versioni differenti del film:
- Canta Karaoke, in America trasmessa il 21 gennaio 2006, e in Italia il 30 settembre 2006. È un karaoke con le parole che appaiono in sovrimpressione durante le canzoni nel film.
- Balla con noi, in America trasmessa il 10 marzo 2006, e in Italia il 26 novembre 2006, dove il cast del film mostra come ballare le canzoni We're All in This Together e Get'cha Head In The Game.
- Pop-Up edition una speciale rappresentazione, in America trasmessa il 24 novembre 2006 che include i dietro le quinte delle riprese del film.
- High School Musical: Around The World trasmesso in America il 20 gennaio 2007, festeggia l’anniversario dell'uscita in America del film.

## Riferimenti in altre opere
- High School Musical viene citato in due episodi de Il mondo di Patty e in uno è presente tutto il cast (tranne Zac Efron perché impegnato nelle riprese di Hairspray - Grasso è bello. Fu sostituito da Andrew Seeley, che lo doppiava nel canto nel primo episodio cinematografico di High School Musical).
- Nell'episodio Il musical di Zack e Cody al Grand Hotel, parte del cast è coinvolta nella recita scolastica di High School Musical, con il personaggio interpretato da Ashley Tisdale che si candida a interpretare il personaggio di Sharpay, interpretato dalla stessa attrice nel film.
- Nella serie italiana Quelli dell'intervallo, viene citato in un episodio e in un altro viene realizzato uno speciale chiamato "Manzoni School Musical".
- In un episodio de I maghi di Waverly, Justin dice «Non siamo in High School Musical», quando un'amica di Alex era salita sul tavolo come nel numero musicale Stick to the Status Quo del film.
- Il tredicesimo episodio della 12ª stagione di South Park, intitolato Elementary School Musical, è una parodia della serie HSM, considerata ripugnante e demenziale; in questo episodio i quattro protagonisti finiscono per diventare degli esclusi a causa del loro rifiuto di reinventarsi fan di quel musical e finalmente devono capitolare soccombendo alla tirannia della massa, che si assume composta di persone prive di senso critico, buon gusto ed individualità.
- Nel film Percy Jackson e gli dei dell'Olimpo - Il ladro di fulmini Grover Underwood descrive la loro scuola come "High School senza Musical".
- Nel film Baywatch del 2017, il personaggio Mitch Buchannon denomina "High School Musical", prendendolo in giro, il personaggio di Matt Brody, interpretato dallo stesso Zac Efron.

## Adattamento manga
Un adattamento manga ufficiale di High School Musical, in particolare di High School Musical 3: Senior Year, è stato scritto da Mari Asabuki. È stato inizialmente pubblicato in Giappone nel 2008.
Purtroppo, questo poco noto manga Disney giapponese non è ufficialmente concesso in licenza in inglese nei paesi occidentali, come gli Stati Uniti.